# 自己無撞着集団座標の方法
自己無撞着集団座標の方法（じこむとうちゃくしゅうだんざひょうのほうほう、the self-consistent collective coordinate method: SCC法）とは、原子核集団運動の研究において、原子核内核子全てが為す自由度から、注目すべき現象に寄与する自由度（関与自由度:relevant degrees of freedom）…ここでは集団的自由度…を適切に取り出す事が重要である。「集団的」であるとはどういう事かが問題となるが、自己無撞着集団座標の方法では「それ以外の自由度からの影響が最も少ない自由度」として定義する。TDHF理論に現れる古典的正準変数からなる古典的位相空間（TDHF位相空間）において、集団的自由度は安定的な部分多様体を成すだろう。SCC法はその安定部分多様体を変分法によって決定する手法である。
最小作用の原理やTDHF方程式など、自然界の法則には変分方程式の形で表される物が多い。原子核集団運動の理論においても、集団運動の経路（集団多様体）を一意に決定する為の原理は変分方程式で表されるはず、という信念の下でSCC法は構築された。